# Lorik Cana
Lorik Cana, född 27 juli 1983 i Pristina i Jugoslavien,  är en albansk före detta fotbollsspelare.
Han spelade i Albaniens landslag och avslutade klubblagskarriären i FC Nantes. Dessförinnan spelade han för SS Lazio i Serie A, Galatasaray SK i Süper Lig, Sunderland AFC i Premier League i England, Olympique Marseille i Frankrike. Han har tidigare spelat för FC Lausanne-Sport och Paris Saint-Germain (PSG).
Cana har albanskt, schweiziskt och franskt medborgarskap.
Cana var lagkapten i Albaniens fotbollslandslag och innehar med sina 93 landskamper rekord i antal matcher för Albanien.